# Sally Field
Sally Margaret Field (Pasadena, California, 6 de noviembre de 1946) es una actriz de cine y televisión estadounidense.
Field es dos veces ganadora del premio Óscar a mejor actriz, por su trabajo en Norma Rae (1979) y Places In The Heart (1984). Ha recibido tres premios Emmy por su papel protagonista en la película para televisión Sybil (1976), Mejor Actriz Invitada por su papel en ER (2000), y Mejor Actriz en una Serie de Drama por su papel de Nora Holden Walker en Brothers & Sisters de ABC (2007). También ha ganado dos Globos de Oro y el Premio del Sindicato de Actores a la mejor actriz, así como el Premio de Mejor Actuación Femenina en el Festival de Cine de Cannes por Norma Rae (1979). En 2012 la representación ampliamente elogiada de Field en Lincoln película de Steven Spielberg, donde interpreta a Mary Todd Lincoln le valieron las nominaciones a Mejor actriz de reparto del premio de la Academia, el Globo de Oro, el BAFTA y el Premio del Sindicato de Actores. En 2013 fue nombrada miembro de la Academia Americana de las Artes y las Ciencias una de las sociedades honorarias más antiguas y de mayor prestigio y un importante centro de investigación política independiente en los Estados Unidos. La elección a la Academia es considerado uno de los honores más altos de la nación desde su fundación.

## Biografía
Sus padres fueron una típica familia de Hollywood: la madre actriz y el padrastro actor de westerns que antes había sido especialista. Field comenzó a actuar en televisión, en dos series populares de los años 60 en los Estados Unidos y en el mundo hispano (Gidgetá y la serie clásica The Flying Nun) series que parecieron encasillarla en roles livianos.

### 1965-1976

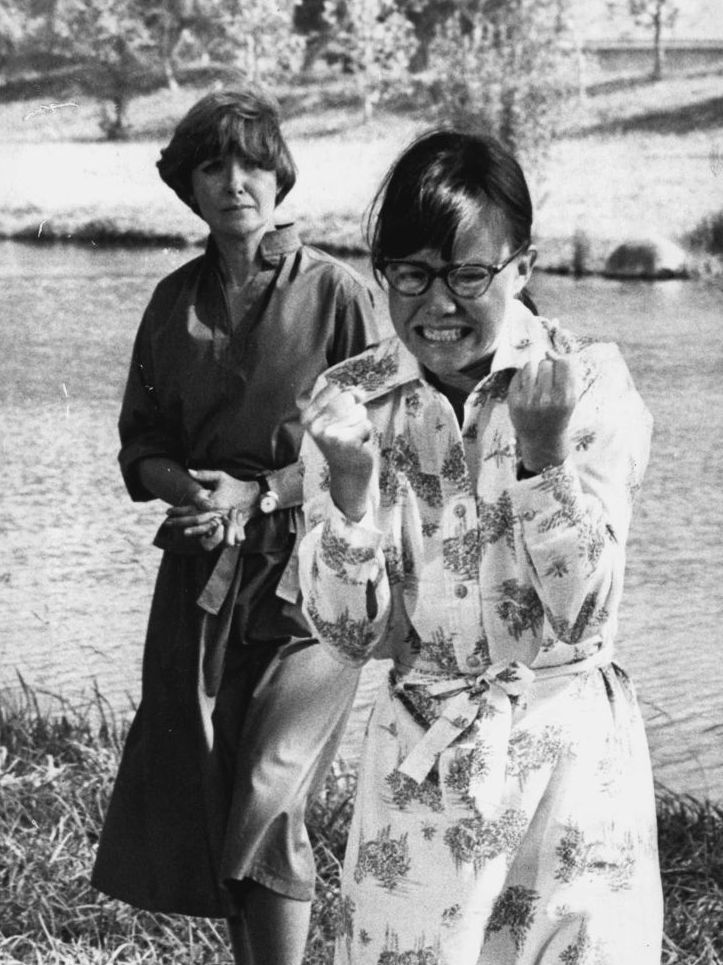
Field con Joanne Woodward en Sybil (1976)

Field se inició en la televisión como la surfista loca por los chicos en la comedia de situación Gidget (1965-1966). El programa no fue un éxito inicial y fue cancelado después de una sola temporada; sin embargo, las reposiciones de verano obtuvieron índices de audiencia respetables, lo que hizo que el programa fuera un éxito tardío. Queriendo encontrar un nuevo vehículo protagonista para Field, ABC produjo a continuación La Monja Voladora (conocida en América Latina también como La Novicia voladora), con el elenco de Field como la hermana Bertrille durante tres temporadas, de 1967 a 1970. En una entrevista incluida en el lanzamiento del DVD de la primera temporada, Field dijo que ella estaba completamente confundida. Disfrutaba de Gidget pero odiaba a The Flying Nun porque los directores del programa no la trataban con respeto. Field fue entonces encasillado, para encontrar roles respetables difíciles de obtener. En 1971, Field protagonizó la película para televisión de ABC Maybe I'll Come Home in the Spring, interpretando a una adolescente fugitiva desanimado que regresa a casa con un hippie barbudo y drogadicto (interpretado por David Carradine). Hizo varias apariciones en televisión como invitada a mediados de la década de 1970, incluido un papel en el Western Alias Smith and Jones, una popular serie protagonizada por el coprotagonista de Gidget, Pete Duel. También apareció en el episodio "Whisper" del thriller Night Gallery.
En 1973, Field fue elegida para un papel protagónico junto a John Davidson en la serie de corta duración The Girl with Something Extra que se emitió de 1973 a 1974. Tras la cancelación de la serie, Field estudió en el Actors Studio con el profesor de actuación Lee Strasberg, quién se convirtió en mentora de Field, ayudándola a superar su imagen televisiva de la chica de al lado. Durante este período, Field se divorció de su primer marido en 1975.
Poco después de estudiar con Strasberg, Field consiguió el papel principal en la película para televisión de 1976 Sybil, basada en el libro de Flora Rheta Schreiber. Su representación dramática de una mujer joven afligida con trastorno de la personalidad múltiple le valió un premio Emmy para la mejor actriz en un programa especial - Drama o Comedia en 1977 y le permitió romper el encasillamiento de su comedia de situación de trabajo.

### 1977–1989
En 1977, Field coprotagonizó con Burt Reynolds, Jackie Gleason y Jerry Reed en la segunda película más taquillera del año, Smokey and the Bandit. En 1979, interpretó a la organizadora sindical titular en Norma Rae, una película que la estableció como actriz dramática. Vincent Canby, revisando la película para The New York Times, escribió: "Norma Rae es un drama contemporáneo seriamente preocupado, iluminado por algunas muy buenas actuaciones y una, la de Miss Field, que es espectacular". Por su papel en Norma Rae, Field ganó el premio a la mejor interpretación femenina en el Festival de Cine de Cannes y el Oscar a la Mejor Actriz .
Field apareció con Reynolds en tres películas más: The End, Hooper y Smokey and the Bandit II. En 1981, continuó cambiando su imagen, interpretando a una prostituta malhablada junto a Tommy Lee Jones en la película Back Roads, ambientada en el sur. Recibió nominaciones al Globo de Oro por el drama de 1981 Absence of Malice y la comedia de 1982 Kiss Me Goodbye.
Luego vino un segundo Oscar por su papel protagónico en el drama de 1984 Places in the Heart. Desde entonces, el discurso de aceptación de Field ha sido admirado como serio y parodiado como excesivo. Ella dijo: "Oh Benton, lo que hiciste por mí. ¡Cambiaste mi vida, de verdad! Esto significa mucho más para mí esta vez. No sé por qué, creo que la primera vez casi no lo sentí porque era todo tan nuevo. Le debo mucho al elenco, a mis jugadores. A Lindsay, John, Danny, Ed y Amy, y mis pequeños amigos, Gennie y Yankton. Le debo mucho a mi familia por mantenerme unido y amarme y tener paciencia con esta obsesión mía. Pero quiero "agradecerte". No he tenido una carrera ortodoxa. Y quería más que nada tener tu respeto. La primera vez que no me sentí eso, pero esta vez lo siento. Y no puedo negar el hecho de que te gusto... ahora mismo... ¡te gusto! (aplausos) ¡Gracias! "Field estaba haciendo una referencia humorística al diálogo desde su papel en Norma Rae , pero mucha gente perdió la conexión. Field más tarde se parodió a sí misma cuando pronunció la línea (a menudo citada erróneamente como "¡Te gusto, realmente te gusto!") en un comercial de Charles Schwab .
En 1985, coprotagonizó con James Garner la comedia romántica Murphy's Romance. En la biografía de Garner de A&E, citó su beso en pantalla con Garner como el mejor beso cinematográfico que jamás haya tenido. Al año siguiente, Field apareció en la portada de la edición de marzo de 1986 de la revista Playboy, en la que ella fue el tema de la entrevista. No apareció como tema pictórico en la revista, aunque sí usó el clásico leotardo y el atuendo de orejas de conejo en la portada. Ese año recibió el premio Women in Film Crystal. Por su papel de matriarca M'Lynn en la versión cinematográfica de Steel Magnolias (1989), fue nominada a un Globo de Oro de 1990 a la Mejor Actriz.

### 1990-presente
Field tuvo papeles secundarios en varias otras películas, incluida Mrs. Doubtfire (1993), en la que interpretó a la esposa del personaje de Robin Williams y al interés amoroso del personaje de Pierce Brosnan. Luego interpretó a la madre de Tom Hanks en Forrest Gump (1994), a pesar de que solo era 10 años mayor que Hanks, con quien había coprotagonizado seis años antes en Punchline .
Las otras películas de Field de la década de 1990 incluyeron No sin mi hija, un controvertido thriller basado en la experiencia de la vida real de la fuga de Betty Mahmoody de Irán con su hija Mahtob. Y Soapdish, una comedia en la que interpretó a una estrella de telenovelas mimada y se unió a un elenco de estrellas, que incluía a Kevin Kline, Whoopi Goldberg, Elisabeth Shue y Robert Downey Jr. En 1996, Field recibió el premio Berlinale Camera en el 46 °Festival Internacional de Cine de Berlín por su papel de madre vigilante en duelo en la película Eye for an Eye del director John Schlesinger. En 1997, Field actuó como invitada en el episodio "Hilloween" de King of the Hill, en el que prestó su voz a la religiosa Junie Harper, quien contiende con Hank Hill (Mike Judge) para prohibir Halloween. Coprotagonizó con Natalie Portman en Where the Heart Is (2000) y apareció junto a Reese Witherspoon en Legally Blonde 2: Red, White & Blonde.
Field tuvo un papel recurrente en ER en la temporada 2000-2001 como la madre de la Dra. Abby Lockhart, Maggie, que sufre de trastorno bipolar, un papel por el que ganó un premio Emmy en 2001. Después de su paso por el programa, aclamado por la crítica, regresó al papel en 2003 y 2006. También protagonizó la corta serie de 2002 The Court.
La carrera como director de Field comenzó con la película para televisión The Christmas Tree (1996). En 1998, dirigió el episodio "The Original Wives 'Club" de la miniserie de televisión aclamada por la crítica From the Earth to the Moon , también interpretando un papel menor como Trudy, la esposa del astronauta Gordon Cooper. En el 2000, dirigió el largometraje Beautiful.
Field fue una adición tardía al drama de ABC Brothers & Sisters, que debutó en septiembre de 2006. En el piloto del programa, Betty Buckley interpretó el papel de la matriarca Nora Walker. Sin embargo, los productores del programa decidieron llevar al personaje en otra dirección y le ofrecieron el papel a Field, quien ganó el premio Emmy 2007 a la mejor actriz principal en una serie dramática por su actuación. El drama también fue protagonizado por Calista Flockhart y Rachel Griffiths como las hijas adultas de Nora. En noviembre de 2009, Field apareció en un episodio de The Doctors para hablar sobreosteoporosis y su Fundación Rally With Sally.
Interpretó a la tía May en las películas de Marvel Comics The Amazing Spider-Man (2012) y en la secuela de 2014. Interpretación ampliamente elogiado de Campo de Mary Todd Lincoln en Steven Spielberg la película Lincoln trajo a sus nominaciones a mejor actriz de reparto en los premios Oscar, Globos de Oro, BAFTA y del Sindicato de Actores.
El 5 de mayo de 2014, Field recibió una estrella en el paseo de la fama de Hollywood por sus contribuciones a las películas. Su estrella se encuentra frente al Museo de Cera de Hollywood. En enero de 2015, se anunció que sería coanfitriona de TCM. El mismo año, Field interpretó al personaje principal en Hello, My Name Is Doris, por la que fue nominada al premio Critics 'Choice Movie Award como Mejor Actriz de Comedia.
En 2017, Field repitió su papel de Amanda Wingfield en The Glass Menagerie en Broadway en el Belasco Theatre. Las actuaciones comenzaron el 7 de febrero de 2017, en vistas previas, y se inauguró oficialmente el 9 de marzo. La producción se cerró el 21 de mayo de 2017. Field había desempeñado previamente el papel en la producción del Kennedy Center en 2004. Fue nominada para un Tony Premio a la Mejor Actriz en una Obra por su actuación. Sus memorias, In Pieces, fueron publicadas por Grand Central Publishing en septiembre de 2018.
Field regresó a la televisión por episodios en 2018, protagonizando la miniserie de Netflix Maniac. Posteriormente, en 2020, Field protagonizó la serie de AMC Dispatches from Elsewhere.
Field también formó parte en 2008 de la película de Disney, La Sirenita 3: El Origen de Ariel, poniéndole voz a la villana, llamada Marina del Ray.
Actualmente, Field es más conocida por interpretar a Nora Walker, una madre de familia en la serie estadounidense Cinco hermanos.
Field es una alumnada de la Escuela Preparatoria Birmingham en Los Ángeles.
El 17 de enero de 2023 la galardonaron con el SAG Honorífico.

## Filmografía
- Gidget (1965)
- The way west (1967)
- Flying Nun (1967)
- Sybil (1976)
- Stay Hungry (1976)
- Tan solo héroes (1977)
- Smokey and the Bandit (1977)
- Hooper (1978)
- The End (1978)
- Beyond the Poseidon Adventure (1979)
- Norma Rae (1979)
- Smokey and the Bandit II (1980)
- Ausencia de malicia (Absence of Malice) (1981)
- Back Roads (1981)
- Kiss Me Goodbye (1982)
- En un lugar del corazón (Places in the Heart) (1984)
- El romance de Murphy (Murphy's Romance) (1985)
- Surrender (1987)
- Punchline (1988)
- Magnolias de acero (Steel Magnolias) (1989)
- Not Without My Daughter (1990)
- Mrs. Doubtfire (1993)
- Forrest Gump (1994)
- Ojo por ojo (Eye for an Eye) (1996)
- Where the Heart Is (2000)
- Dime que no es verdad (Say It Isn't So) (2001)
- Legally Blonde 2: Red, White & Blonde (2003)
- Dos semanas (2006)
- Brothers & Sisters (Cinco hermanos) (serie de televisión) (2006-2011)
- The Little Mermaid: Ariel's Beginning (voz) (2008)
- Lincoln (2012)
- The Amazing Spider-Man (2012)
- The Amazing Spider-Man 2: Rise of Electro (2014)
- Hello, my name is Doris (2015)
- Dispatches from Elsewhere (serie de televisión) (2020)
- Spoiler Alert: The Hero Dies (2022)
- 80 for Brady (2023)[4]

## Premios
Premios Óscar
| Año  | Categoría               | Trabajo nominado        | Resultado |
| ---- | ----------------------- | ----------------------- | --------- |
| 1980 | Mejor actriz            | Norma Rae               | Ganadora  |
| 1985 | Mejor actriz            | En un lugar del corazón | Ganadora  |
| 2013 | Mejor actriz de reparto | Lincoln                 | Nominada  |

Premios BAFTA
| Año  | Categoría               | Trabajo nominado | Resultado |
| ---- | ----------------------- | ---------------- | --------- |
| 1994 | Mejor actriz de reparto | Forrest Gump     | Nominada  |
| 2012 | Mejor actriz de reparto | Lincoln          | Nominada  |

Premios Globo de Oro
| Año  | Categoría                            | Trabajo                      | Resultado |  |
| ---- | ------------------------------------ | ---------------------------- | --------- |  |
| 1978 | Mejor actriz - Comedia o musical     | Smokey and the Bandit        | Nominada  |  |
| 1980 | Mejor actriz - Drama                 | Norma Rae                    | Ganadora  |  |
| 1982 | Mejor actriz - Drama                 | Absence of Malice            | Nominada  |  |
| 1983 | Mejor actriz - Comedia o musical     | Kiss Me Goodbye              | Nominada  |  |
| 1985 | Mejor actriz - Drama                 | Places in the Heart          | Ganadora  |  |
| 1986 | Mejor actriz - Comedia o musical     | Murphy's Romance             | Nominada  |  |
| 1990 | Mejor actriz - Drama                 | Steel Magnolias              | Nominada  |  |
| 1996 | Mejor actriz - Miniserie o telefilme | A Woman of Independent Means | Nominada  |  |
| 2008 | Mejor actriz - Serie dramática       | Cinco hermanos               | Nominada  |  |
| 2009 | Mejor actriz - Serie dramática       | Cinco hermanos               | Nominada  |  |
| 2013 | Mejor actriz de reparto              | Lincoln                      | Nominada  |  |

Premios del Sindicato de Actores
| Año  | Categoría                            | Trabajo                      | Resultado |        |
| ---- | ------------------------------------ | ---------------------------- | --------- | ------ |
| 1995 | Mejor actriz de reparto              | Forrest Gump                 | Nominada  | [ 10 ] |
| 1996 | Mejor actriz - Miniserie o telefilme | A Woman of Independent Means | Nominada  | [ 11 ] |
| 2000 | Mejor actriz - Miniserie o telefilme | Cooler Climate               | Nominada  | [ 12 ] |
| 2001 | Mejor actriz - Miniserie o telefilme | David Copperfield            | Nominada  | [ 13 ] |
| 2001 | Mejor actriz - Serie dramática       | ER                           | Nominada  | [ 13 ] |
| 2008 | Mejor actriz - Serie dramática       | Cinco hermanos               | Nominada  | [ 14 ] |
| 2009 | Mejor actriz - Serie dramática       | Cinco hermanos               | Ganadora  | [ 15 ] |
| 2013 | Mejor actriz de reparto              | Lincoln                      | Nominada  | [ 16 ] |
| 2013 | Mejor reparto                        | Lincoln                      | Nominada  | [ 16 ] |

Premios Emmy
| Año  | Categoría                               | Trabajo                      | Resultado |        |
| ---- | --------------------------------------- | ---------------------------- | --------- | ------ |
| 1977 | Mejor actriz - Miniserie o telefilme    | Sybil                        | Ganadora  | [ 17 ] |
| 1995 | Mejor actriz - Miniserie o telefilme    | A Woman of Independent Means | Nominada  | [ 17 ] |
| 2000 | Mejor actriz - Miniserie o telefilme    | Cooler Climate               | Nominada  | [ 17 ] |
| 2001 | Mejor actriz invitada - Serie dramática | ER                           | Ganadora  | [ 17 ] |
| 2003 | Mejor actriz invitada - Serie dramática | ER                           | Nominada  | [ 17 ] |
| 2007 | Mejor actriz - Serie dramática          | Cinco hermanos               | Ganadora  | [ 17 ] |
| 2008 | Mejor actriz - Serie dramática          | Cinco hermanos               | Nominada  | [ 17 ] |
| 2009 | Mejor actriz - Serie dramática          | Cinco hermanos               | Nominada  | [ 17 ] |

Festival Internacional de Cine de Cannes
| Año  | Categoría    | Trabajo   | Resultado |
| ---- | ------------ | --------- | --------- |
| 1979 | Mejor actriz | Norma Rae | Ganador   |